# Mirjana Bogojevic
Mirjana Albertz, geborene Mirjana Bogojevic (* 31. Juli 1979 in Hamm, Nordrhein-Westfalen) ist ein deutsches Fotomodell sowie Schönheitskönigin.
Ihren ersten bedeutenden Titel erlangte sie 1998 mit dem Gewinn der Wahl zur Miss Hamburg. Sie lebte in Schleswig-Holstein und wurde im September 1999 Miss Lübeck. Im Jahr 2000 wurde sie Miss Millennium Deutschland und kurz darauf Miss Schleswig-Holstein. Als Miss Schleswig-Holstein wurde am 12. Januar 2001 die damals 21-jährige Krankenschwester aus Norderstedt (bei Hamburg) im Estrel Convention Center in Berlin zur Miss Germany gewählt.
Ende 2002 verlobte sie sich mit dem damaligen HSV-Spieler Jörg Albertz, den sie 2006 heiratete. Sie lebte mit ihm von 2002 bis Ende 2004 in Shanghai. Heute lebt sie mit ihrer Familie in Mönchengladbach.